# Liste des ambassadeurs d'Allemagne au Burundi
 (juin 2021).
La liste des ambassadeurs d'Allemagne au Burundi contient les ambassadeurs de la République fédérale d' Allemagne au Burundi.
L'ambassade est basée à Bujumbura.
| Nom                      | Mandat      |
| ------------------------ | ----------- |
| Carl-Heinz Rouette       | 1964-1968   |
| Franz Obermaier          | 1968        |
| Franz Josef Hoffmann     | 1969-1973   |
| Thomas Trömel            | 1973-1978   |
| Wolfdietrich Vogel       | 1978-1980   |
| Otto Wallner             | 1980-1984   |
| Irene Grunder            | 1984-1987   |
| Karl Flittner            | 1987-1991   |
| Harald Braun             | 1991-1992   |
| Walter Leuchs            | 1992-1996   |
| Bernd Morast             | 1996-1999   |
| Fermeture de l'ambassade |             |
| Joseph Weiß              | 2008-2011   |
| Bruno Brommer            | 2011-2016   |
| Thomas Strieder          | 2016-2018   |
| Michael Häusler          | 2018-2019   |
| Dieter Reinl             | depuis 2019 |

## Voir également
- Ambassadeur de la RDA

## liens web
- Site Web de l'ambassade d'Allemagne à Bujumbura